# Chropaczów
Chropaczów (deutsch bis 1909 Chropaczow; 1909–1922 und 1939–1945 Schlesiengrube) ist seit 1951 einer von fünf Stadtteilen der oberschlesischen Industriestadt Świętochłowice in der Woiwodschaft Schlesien in Polen.

## Geographie
Chropaczów nimmt den nordöstlichen Teil des Stadtgebiets ein. Im Norden grenzt Chropaczów an Bytom (Beuthen), im Osten an Chorzów (Königshütte), im Süden direkt an den Stadtteil Piaśniki und im Westen an den Stadtteil Lipiny.

## Geschichte

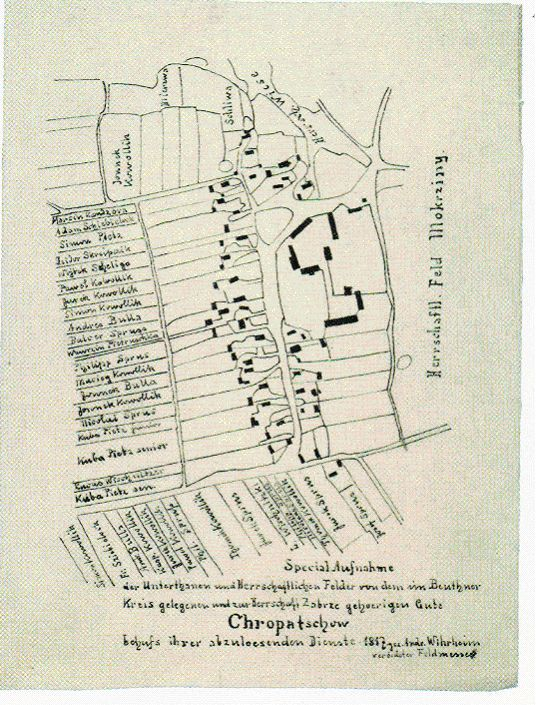
Ortsplan von Chropatschow (1817)

Erstmals urkundlich erwähnt wurde der Name Chropazcow in einer am 21. Juli 1295 vom Beuthener Herzog Kasimir II. ausgestellten Kaufurkunde. Damit ist Chropaczów der älteste Bestandteil der heutigen Stadt Świętochłowice. Die urkundliche Erwähnung bezog sich jedoch nicht auf den Ort selbst, sondern auf seinen Besitzer Ritter Johannes von Chropaczow, der in diesem Dokument als Zeuge auftritt. Vermutlich bestand das Rittergut Chropaczow damals schon mehr als 100 Jahre. Später wurde Chropaczow mit deutschem Recht versehen, blieb aber trotzdem nur ein kleines Dorf mit nur zehn Hausbesitzern im 15. Jahrhundert. Dagegen geht aus dem Ortsverzeichnis Johanns von Oppeln vom 18. Juni 1513 hervor, dass Chropaczow als große Ortschaft Baumaterial für den Umbau des Neudecker Schlosses geliefert hatte. Für das Jahr 1532 sind die Schreibweisen Cropotschuff und Kratschuff des Ortsnamens überliefert.
Die Besitzer des Guts wechselten häufig. So kaufte am 19. September 1799 Karl Johann Woyrsch die Orte Kamin und Chropaczow für 40.000 Taler und verkaufte diesen Besitz 1802 für 80.000 Taler an Georg Karl von Hessen-Darmstadt. 1806 übernahm der bayerische König Maximilian I. die Besitztümer für 90.000 Taler und damals fasste auch die Industrialisierung in Chropaczow Fuß: Seit 1823 wurde in der Umgebung  nach Steinkohlevorkommen gesucht und mit der König-Saul-Grube wurde 1825 die erste Steinkohlegrube errichtet, der 1824 die Zinkhütte David folgte, an deren geringem Fördergewinn Maximilian I. zur Hälfte beteiligt war. Das kleine Straßendorf Chropaczow wurde schließlich mit dem nahegelegenen Lipine (zusammen 213 Hektar) am 2. Juli 1826 vom Industriellen Carl Lazarus Henckel von Donnersmarck erworben. Carl Lazarus eröffnete noch im selben Jahr die Quintoforo-Grube, und mit der Mathildegrube sowie der Grube Franz entstanden bis 1835 insgesamt drei Steinkohlegruben.
Mit fortschreitender industrieller Entwicklung nahm auch die Bevölkerung zu, so dass neben neuen Wohnbauten und Kolonien 1866 eine Schule errichtet wurde, die aber bald nicht mehr ausreichte, so dass 1898 eine zweite erbaut werden musste. 1883 wurde die Schlesiengrube als Zusammenlegung kleinerer Steinkohlebergwerke nördlich des Ortes gegründet. Schlesiengrube lautete dann auch der neue Ortsname, als Chropaczow 1909 kraft königlichen Dekrets umbenannt wurde. Die Gemeindeverwaltung erhielt 1911 ein Rathaus.
Kirchlich wurde Chropaczow 1852 Teil der neu gegründeten Parochie St. Barbara in Königshütte, bis dahin hatte es der Beuthener Magdalenenpfarrei angehört. 1872 wurde Lipine Chropaczows Pfarrort, auch wenn Lipine damals der Gemeinde Chropaczow angehörte. Dies änderte sich zum 1. April 1879, als Lipine als selbständige Gemeinde ausgemeindet wurde.
Begleitet von drei polnischen Aufständen und propagandistischen Umständen fand am 20. März 1921 die Volksabstimmung in Oberschlesien statt, die in Schlesiengrube eine Mehrheit von 65,76 %, bzw. 2.583 der 3.928 gültigen Stimmen für den Anschluss an Polen erbrachte. Infolge der Teilung Oberschlesiens fand sich Schlesiengrube 1922, wieder in Chropaczów umbenannt, in den Grenzen Polens wieder.
Beim Überfall auf Polen 1939 wurde Chropaczów von der deutschen Wehrmacht besetzt und war völkerrechtswidrig ab 1941 Teil des Gaus Oberschlesien im „Großdeutschen Reich“. Im Januar 1945 wurde der Ort von der Roten Armee befreit und wieder Teil Polens.
Am 17. März 1951 verlor Chropaczów seine Selbständigkeit und wurde zusammen mit Lipiny Stadtteil von Świętochłowice.

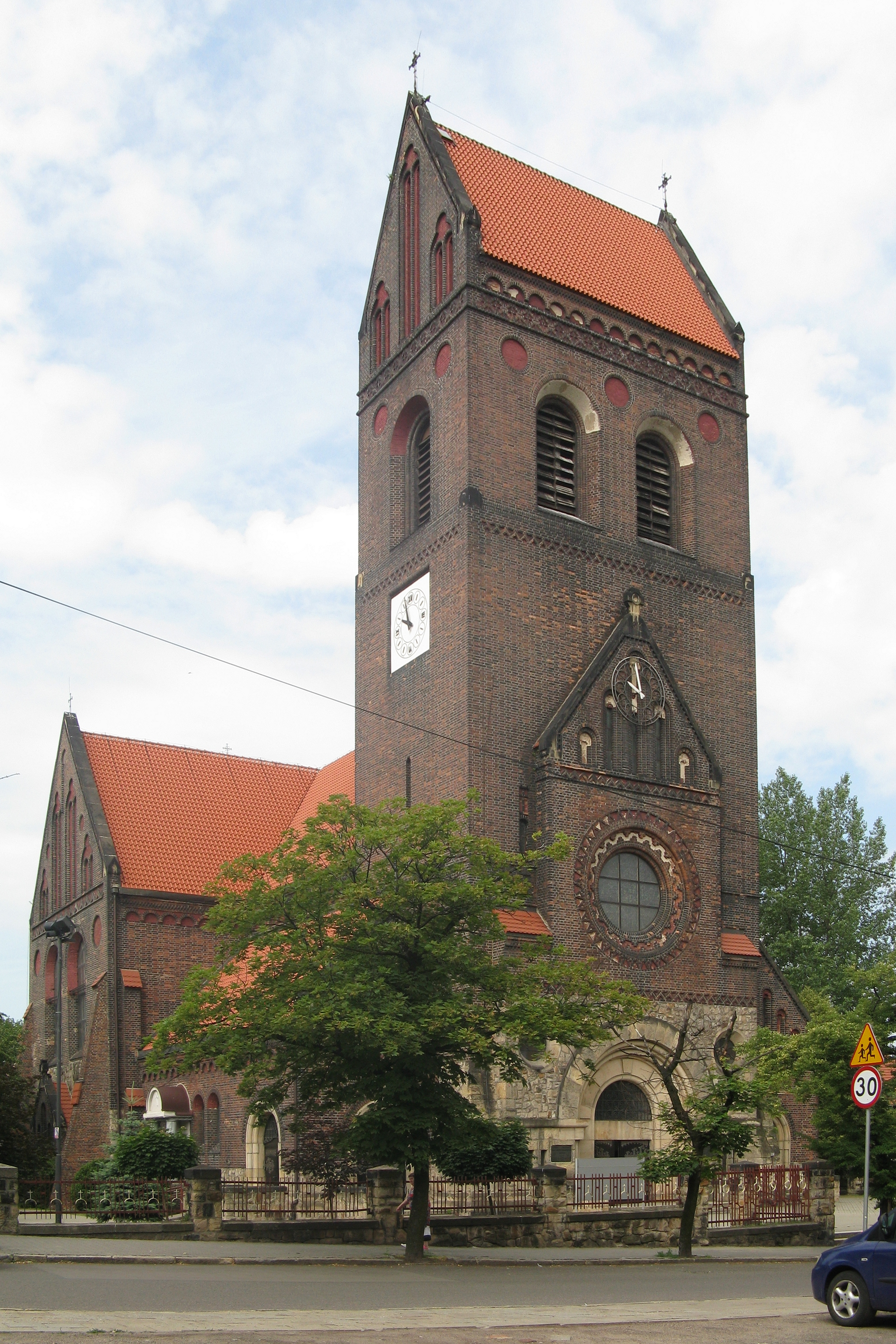
Pfarrkirche Maria vom Rosenkranz

### Einwohnerentwicklung
Die Einwohnerzahlen von Chropaczów nach dem jeweiligen Gebietsstand:
| Jahr  | Einwohner |
| ----- | --------- |
| 1845  | 770       |
| 1855¹ | 1.777     |
| 1861  | 1.398     |
| 1905² | 6.651     |
| 1910³ | 7.005     |

¹ inkl. Lipine
² Gutsbezirk Chropaczow: 2.366 Einwohner
³ Gutsbezirk Chropaczow: 3.308 Einwohner

## Sehenswürdigkeiten

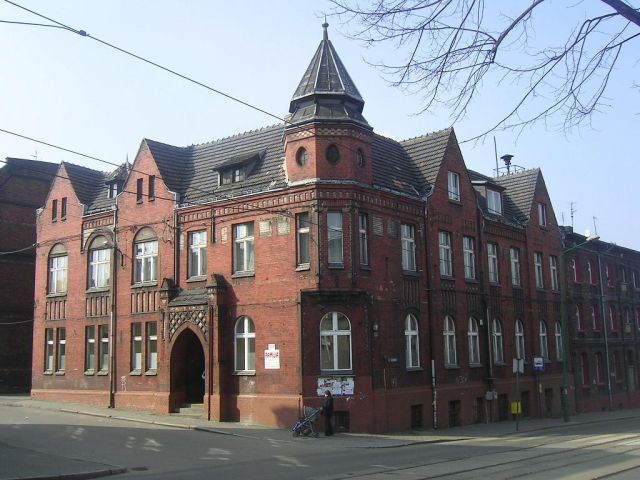
Ehemaliges Rathaus von Chropaczów

- Während der südliche, neuere Teil von Chropaczów vor allem mit Wohnblöcken bebaut ist, konnte sich im Nordteil noch die alte (Backstein-)Bebauung des 19. Jahrhunderts mit Bergarbeiterwohnhäusern erhalten.[4]
- Das ehemalige Rathaus von Chropaczów wurde 1911 als zweistöckiges Backsteingebäude mit Eckturm errichtet. Heute beherbergt es eine Arztpraxis.
- Die Pfarrkirche Maria vom Rosenkranz von 1910–12; siehe: Maria vom Rosenkranz (Świętochłowice-Chropaczów)

## Söhne und Töchter des Ortes
- Johann Kompalla (1879–?), deutsch-polnischer Politiker
- Hellmuth Reichel (1900–1962), deutscher Balneologe und Professor
- Roman Lentner (1937–2023), polnischer Fußballspieler

## Verweise